# Manneville-sur-Risle
Manneville-sur-Risle ist eine französische Gemeinde mit 1.436 Einwohnern (Stand: 1. Januar 2022) im Département Eure in der Region Normandie. Die Gemeinde gehört zum Kanton Pont-Audemer. Die Einwohner werden Mannevillais genannt.

## Geografie
Manneville-sur-Risle liegt etwa 40 Kilometer ostsüdöstlich von Le Havre im Roumois an der Risle. Umgeben wird Manneville-sur-Risle von den Nachbargemeinden Saint-Ouen-des-Champs im Norden, Fourmetot im Nordosten, Corneville-sur-Risle im Osten und Südosten, Pont-Audemer im Süden und Westen sowie Saint-Mards-de-Blacarville im Westen und Nordwesten.
| Jahr      | 1793 | 1806 | 1856 | 1886 | 1901 | 1954  | 1962  | 1968 | 1975  | 1982  | 1990  | 1999  | 2006  | 2013  |
| --------- | ---- | ---- | ---- | ---- | ---- | ----- | ----- | ---- | ----- | ----- | ----- | ----- | ----- | ----- |
| Einwohner | 501  | 503  | 709  | 739  | 754  | 1.043 | 1.011 | 970  | 1.048 | 1.019 | 1.009 | 1.028 | 1.261 | 1.507 |

## Sehenswürdigkeiten
- Kirche Saint-Denis aus dem 18. Jahrhundert
- Schloss Bonneboscq aus dem 17. Jahrhundert, Monument historique seit 1958

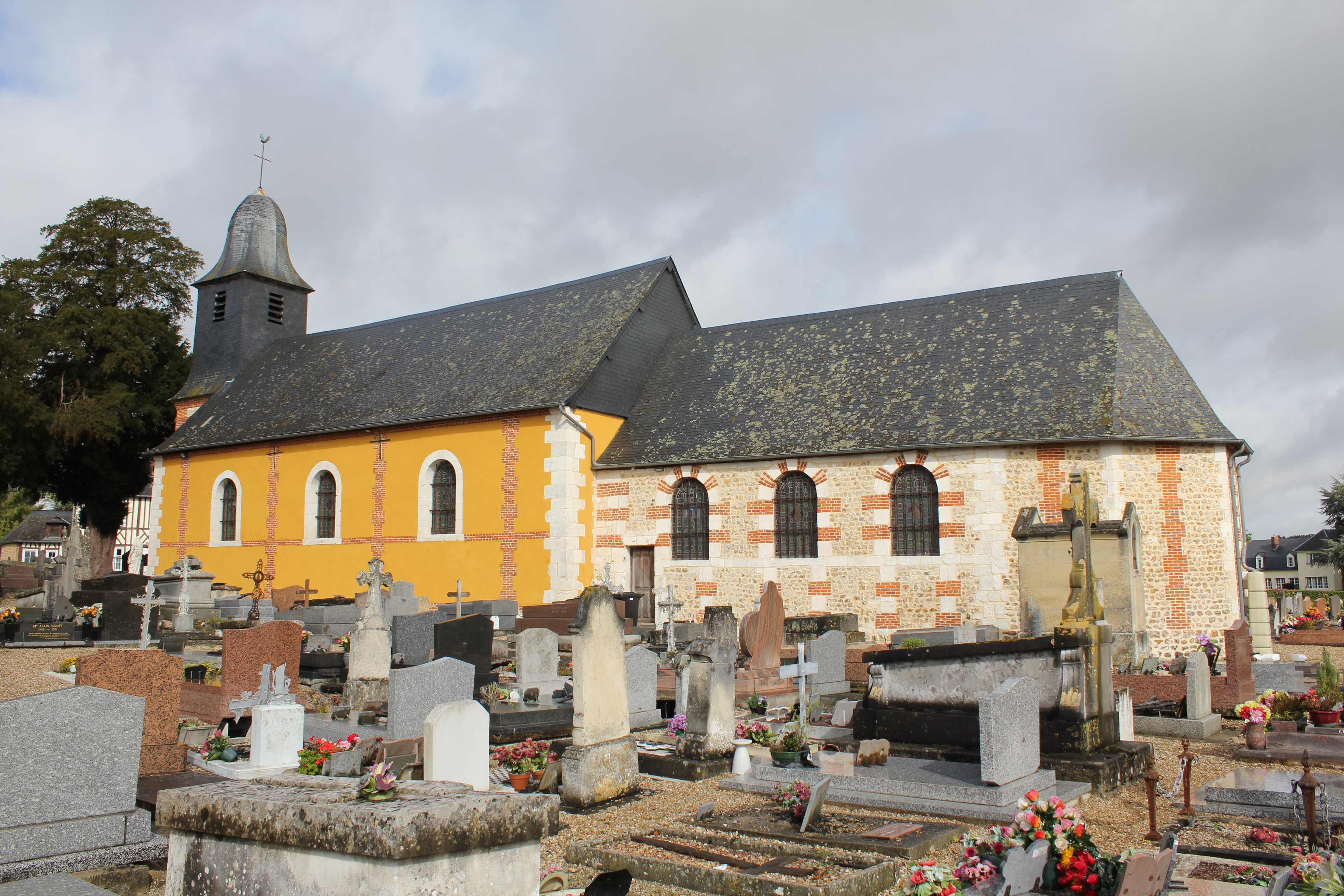
Kirche Saint-Denis
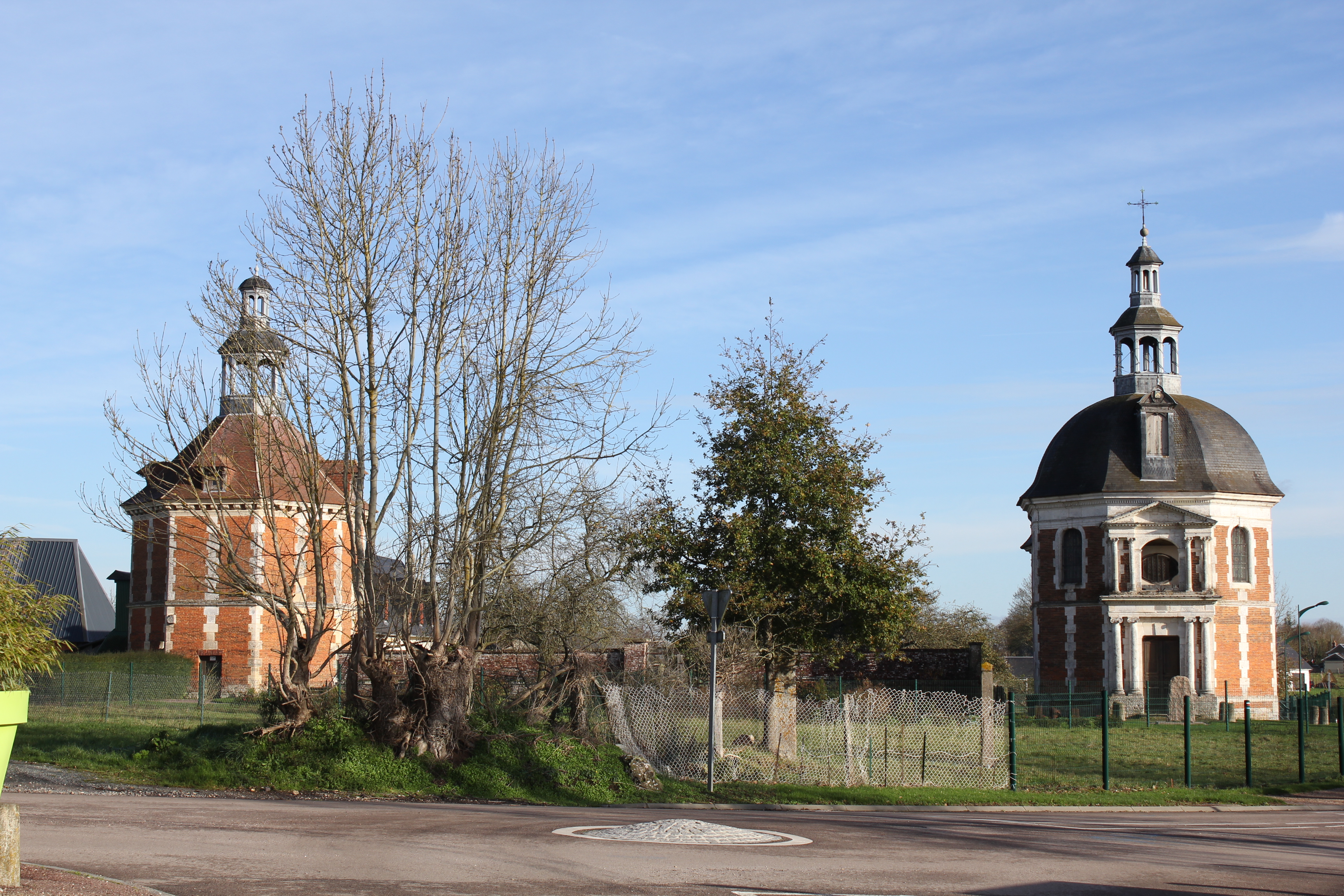
Kapelle und Taubenturm des Schlosses Bonneboscq

## Gemeindepartnerschaften
Mit der deutschen Gemeinde Bunsoh in Schleswig-Holstein besteht eine Partnerschaft.